# Арисугава-но-мия
Арисугава-но-мия (яп. 有栖川宮) — один из четырёх синнокэ, ветвей императорской семьи в Японии, которые до 1947 года имели право претендовать на Хризантемовый трон после угасания основной императорской линии.
Дом Арисугава-но-мия был основал принцем Ёсихито, седьмым сыном императора Го-Ёдзэя (1572—1617), правившего в 1586—1611 годах. Первоначально дом назывался Такамацу-но-мия. Дом изменил своё название на Арисугава-но-мия после того, как принц Нагахито (1638—1685), 2-й глава дома (1647—1654), был возведён на императорский престол под именем Го-Сай (1655—1663).
Представители дома Арисугава-но-мия традиционно занимались обучением наследников престола искусству каллиграфии и стихосложения. После Реставрации Мэйдзи представители дома Арисугава-но-мия играли важную роль в японских военных кругах.
Линия Арисугава прервалась в 1913 году, когда после смерти Арисугавы Такэхито (1862—1913), 10-го главы дома Арисугава (1895—1913), не осталось наследников мужского пола. Его единственный сын Арисугава Танэхито (1887—1908) скончался при жизни отца от аппендицита. Император Тайсё, друг Арисугавы Такэхито, решил возродить титул Арисугава-но-мия. Принц Нобухито (1905—1957), третий сын императора Тайсё, в 1913 году получил титул Такамацу-но-мия (ранее Арисугава-но-мия). 3 февраля 1987 года после смерти 82-летнего бездетного Нобухито, принца Такамацу, дом Арисугава-Такамацу прервался.
В 2003 году появился самозванец, объявивший себя внебрачным сыном принца Нобухито и претендовавший на титул Арисугава-но-мия, который украл большую сумму денег.
|    | Имя                                                     | Дата рождения | Дата наследования | Дата отставки | Дата смерти | Примечания                          |
| -- | ------------------------------------------------------- | ------------- | ----------------- | ------------- | ----------- | ----------------------------------- |
| 1  | Такамацу-но-мия Ёсихито Синно (яп. 高松宮 好仁親王)     | 1603          | 1625              |               | 1638        | Седьмой сын императора Го-Ёдзэя     |
| 2  | Ханамати-но-мия Нагахито Синно (яп. 花町宮 良仁親王)    | 1638          | 1647              | 1654          | 1685        | Восьмой сын императора Го-Мидзуноо  |
| 3  | Арисугава-но-мия Юкихито Синно (яп. 有栖川宮 幸仁親王)  | 1656          | 1667              |               | 1699        | Второй сын предыдущего              |
| 4  | Арисугава-но-мия Тадахито Синно (яп. 有栖川宮 正仁親王) | 1694          | 1699              |               | 1716        | Сын предыдущего                     |
| 5  | Арисугава-но-мия Ёрихито Синно (яп. 有栖川宮 職仁親王)  | 1713          | 1716              |               | 1769        | Шестнадцатый сын императора Рэйгэна |
| 6  | Арисугава-но-мия Орихито Синно (яп. 有栖川宮 織仁親王)  | 1755          | 1769              |               | 1820        | Сын предыдущего                     |
| 7  | Арисугава-но-мия Цунахито Синно (яп. 有栖川宮 韶仁親王) | 1784          | 1820              |               | 1845        | Сын предыдущего                     |
| 8  | Арисугава-но-мия Такахито Синно (яп. 有栖川宮 幟仁親王) | 1813          | 1845              | 1871          | 1886        | Старший сын предыдущего             |
| 9  | Арисугава-но-мия Тарухито Синно (яп. 有栖川宮 熾仁親王) | 1835          | 1886              |               | 1895        | Старший сын предыдущего             |
| 10 | Арисугава-но-мия Такэхито Синно (яп. 有栖川宮 威仁親王) | 1862          | 1895              |               | 1913        | Сводный брат предыдущего            |
| ※  | Такамацу-но-мия Нобухито Синно (яп. 高松宮 宣仁親王)    | 1905          | 1913              |               | 1987        | Третий сын императора Тайсё         |

※ Согласно Закону об императорском доме, после смерти принца-найсинно, не оставившего наследников мужского пола, княжеский дом считался прервавшимся. Принц Нобухито получил титул Такамацу-но-мия (первое название Арисугава-но-мия). Поэтому Принц Нобухито считался не одиннадцатом принцем Арисугава-но-мия, а первым принцем Такамацу-но-мия.